# Shandria Brown
Shandria Brown (7 juli 1983) is een Bahamaanse atlete, die is gespecialiseerd in de 100 m en de 200 m. Eenmaal nam ze deel aan de Olympische Spelen, maar bleef medailleloos.

## Biografie
Op de Olympische Spelen van 2004 in Athene nam Brown samen met haar landgenotes Debbie Ferguson, Chandra Sturrup en Timicka Clarke deel aan de 4 x 100 m estafette. Het Bahamaanse viertal kwalificeerde zich voor de finale in een tijd van 43,02 s. In deze finale eindigden ze op een vierde plaats in een tijd van 42,69.

## Persoonlijke records
Outdoor
| Onderdeel | Prestatie | Datum         | Plaats       |
| --------- | --------- | ------------- | ------------ |
| 100 m     | 11,49 s   | 30 maart 2002 | Nassau       |
| 200 m     | 23,27 s   | 23 mei 2003   | Edwardsville |

Indoor
| Onderdeel | Prestatie | Datum        | Plaats    |
| --------- | --------- | ------------ | --------- |
| 200 m     | 23,92 s   | 2 maart 2002 | Manhattan |